# Enfrontament ètnic a Salitre
El enfrontament de Salitre es refereix a una sèrie de tensions i confrontacions ètniques en el territori indígena de Salitre de Puntarenas a l'estat de Costa Rica, entre la població indígena bribri i finquers i altres propietaris d'ètnies no indígenes, majorment blanca o mestissa. Encara que amb força precedents, l'enfrontament va empitjorar a partir de juny de 2014 quan es van cremar ranxos, fer bloquejos i actes violents. El governament va intervenir i va remetre operatius de la Força Pública per mantenir la pau.

## Antecedents
La Llei Indígena promulgada el 1977 crea jurídicament els territoris indígenes i estableix que aquests són exclusiva propietat d'aquestes comunitats. En prohibeix la venda, cessió, expropiació, renúncia o reducció i estableix que tota propietat en mans de no indígenes adquirida previ a 1977 haurà de ser expropiada a compte de l'Estat i els propietaris indemnitzats pel govern, mentre que tota propietat o construcció posterior a la promulgació de la llei haurà de ser desallotjada sense cap indemnització.
El Territori Indígena de Salitre, a Puntarenas, és un d'aquests casos i pertany a l'ètnia bribri. No obstant això, les expropiacions i reubicacions de la població no indígenes no s'han fet i fins i tot s'hi van construir edificis nous i usurpar terres després del 1977.

## Característiques
Alguns sectors en pugna pertanyen a grups ètnics diferenciats. D'una banda els indígenes d'ètnia bribri que, en teoria, són els únics permesos per llei de posseir-hi terres i propietats, i els finquers i altres veïns que posseeixen propietats en la reserva, els quals són majorment d'ètnies blanca (en el sentit costarricense) i mestissa. No obstant això, els enfrontaments no es limiten només a ser una confrontació entre bribris i no bribris, sinó també es reporten lluites internes entre faccions bribris. Segons la viceministra de Governació Carmen Muñoz els governs previs eren permissius i indiferents amb l'afer i es van desentendre de la situació i no van actuar. El govern de Costa Rica va convocar mesos enrere la Taula de Diàleg entre l'Estat i els pobles indígenes que va permetre delimitar les fronteres territorials d'aquestes comunitats

## Història
Les tensions daten des de moltes dècades, no obstant això, entre el 5 i 6 de juliol de 2014 es van tornar més crues, en denunciar-se crema de ranxos d'indígenes, bloquejos de camins per part de finquers i enfrontaments violents. Grups indígenes han denunciat persecució, amenaces i burles racistes i que famílies indígenes s'han amagat a la muntanya per temor a amenaces. El periòdic Semanario Universidad va denunciar que grups de finquers no van permetre als periodistes arribar a la zona per cobrir la notícia.
La versió d'algunes famílies no indígenes de la zona acusa el dirigent indígena Sergio Rojas i els seus seguidors d'apoderar-se violentament de propietats de no indígenes i d'indígenes que no eren d'acord amb les seves postures, i aquests últims foren tractats com a “aliens”. No obstant això, el propi Rojas pretén que ha estat amenaçat de mort i que ha sofert atemptats contra la seva vida (consistents en trets al seu habitatge) pel seu activisme polític a favor de la recuperació de terres que, assegura, han estat envaïdes o usurpades al seu poble.
L'administració Solís Rivera del centroesquerrà Partido Acción Ciudadana va enviar un destacament de la Força Pública per a mantenir l'ordre així com un grup negociador coordinat per la viceministra de la Presidència Ana Gabriel Zúñiga a dialogar amb les parts. El dirigent bribri Jerry Rivera va denunciar que prop de cent persones d'ètnia blanca havien impedit l'accés a la reserva bribri a Salitre i que van obstruir-ne l'entrada amb vagonetes. Fins i tot van impedir l'entrada de la delegació del govern i la viceministra Zúñiga. El ministre de Seguretat Pública Celso Gamboa va assegurar que farien el que calgués per frenar qualsevol acte violent a la zona. El 8 de juliol el govern costariqueny va aconseguir posar fi al bloqueig realitzat pels terratinents locals i va signar un acord amb les parts subscrit pels dirigents indígenes i altres sectors.

## Reaccions
- Nacions Unides va fer una crida a la pau i al restabliment de l'ordre, la defensa dels drets dels pobles indígenes al costat del manteniment dels Drets Humans de tots els ciutadans que habiten el lloc i va felicitar al govern per l'enviament de personers i membres del Gabinet a la zona.[9]
- En l'Assemblea Legislativa va haver-hi pronunciament de part de les bancades del Partido Acción Ciudadana i Frente Amplio.[10]